# روباه نقره‌ای اهلی
روباه سیبریایی (نام علمی: Vulpes vulpes) یک روباه اهلی‌شده است.